# نجوى سلطان
نجوى سلطان (؟ مارس؟) مغنية لبنانية.

## سيرتها

### النشأة والتعليم
ولدت يوم؟ مارس؟ في دير القمر، قضاء الشوف، جبل لبنان. بدأت الغناء منذ الطفولة كهواية وازدهرت مهاراتها كطالبة المغنية في الحفلات المدرسية في جميع المناسبات المختلفة. كان هناك تشجيع من عائلتها للغناء كهواية حتى ساهمت في حفلة الموسيقية من قبل أحد المغنيين البارزين بشكل مفاجئة وغير متوقعة «وسلم لي الميكروفون، وطلب مني أن أغني.» بعدها ذهبت لدراسة الموسيقى في المعهد الوطني العالي للموسيقى في لبنان. درست عند فؤاد عواد ومايكل قرقش.
أول أغنية لها هي لما تسلم علي.